# ラーイ・マル
ラーイ・マル（Rai Mal, 生年不詳 - 1508年）は、北インドのラージャスターン地方、メーワール王国の君主（在位：1473年 - 1508年）。

## 生涯
メーワール王国の君主クンバーの息子として、チットールガルで誕生した。
1473年、兄ウダイ・シングが死亡したことにより、王位を継承した。
1508年、ラーイ・マルはチットールガルで死亡した。